# Edificio de oficinas ejecutivas Eisenhower
El edificio de la Oficina Ejecutiva Dwight D. Eisenhower (en inglés Eisenhower Executive Office Building -EEOB-), antes conocido como el Antiguo edificio de la Oficina Ejecutiva (OEOB) es un inmueble del gobierno de Estados Unidos situado  en su capital, Washington D. C., justo al oeste de la Casa Blanca. Su mantenimiento corresponde a la Administración de Servicios Generales y en él se halla enclavada la Oficina Ejecutiva del Presidente, que incluye también la Oficina del Vicepresidente. Está ubicado en la calle 17 NW, entre la avenidas Pennsylvania, la de New York y West Drive Executive. El edificio se construyó entre 1871 y 1888, en el estilo Segundo Imperio francés, está catalogado como Monumento Histórico Nacional. Actualmente es la sede del Departamento de Eficiencia Gubernamental.